# Vendel, Ille-et-Vilaine

Vendel este o comună în departamentul Ille-et-Vilaine, Franța. În 1 ianuarie 2018 avea o populație de 396 de locuitori.